# 香川県警察
香川県警察（かがわけんけいさつ）は、香川県公安委員会の管理の下、香川県が設置した警察組織。香川県内を管轄区域とし、香川県警と略称する。給与支払者は香川県知事である。警察庁中国四国管区警察局四国警察支局管内。本部所在地は香川県高松市番町四丁目1番10号。

## 沿革
- 1954年（昭和29年）
  - 7月1日 - 警察法施行により香川県警察発足。
  - 7月19日- 機動隊を警ら交通課から高松警察署に移管。
- 1957年
  - 4月1日 - 機動隊を高松警察署から警ら交通課に移管。同課に交通巡ら隊を発足。
  - 10月1日 - 秘書課を総務課に改称。
- 1958年4月1日 - 部制に移行。総務室および警務・刑事・警備の3部を設置。
- 2006年（平成18年）9月1日 - 県内全ての押しボタン式信号機における通常時の灯火を、黄色点滅（幹線閃光方式）から青色（常時幹線青方式）へ変更[1]。変更前は歩行者側の信号機が赤になると車両側は青色灯火を省略して直ちに黄色が点滅する、いわゆる「静岡方式」であった。
- 2011年（平成23年）
  - 3月18日 - 東日本大震災を受け、広域緊急援助隊58人を宮城県へ派遣[2]。23日に帰県し、29日からは第2陣として大半の隊員が再び宮城県へ派遣され、4月6日に帰県した[3]。
  - 3月23日 - 県内全自治体と「暴力団の排除に関する協定」を締結。自治体への情報提供により、不当要求や公共工事などから暴力団関係者を徹底排除することが目的で、全自治体が締結するのは全国では広島県、三重県に次いで3県目である[4]。

## 本部組織
- 警務部
  - 総務課
    - 秘書係
    - 渉外係
    - 広報係
    - 取調べ監督室
      - 取調べ監督係

  - 広聴・被害者支援課
    - 広聴係
    - 県民広報係
      - 警察音楽隊

    - 犯罪被害者支援室
      - 犯罪被害者支援係

  - 企画課
    - 治安総合企画第一係
    - 治安総合企画第二係
    - 政策・国際企画係
    - 法規係
    - 情報公開係
    - サイバーセキュリティ統括室
      - サイバーセキュリティ企画係

  - 警務課
    - 庶務係
    - 採用センター
      - 採用係

    - 人事係
    - WLB・女性活躍係
    - 給与係
    - 装備係
    - 車両運用・整備係
    - 教養・術科指導室
      - 学校教養・職場教養係
      - 実戦教養係
      - 術科教養係

  - 留置管理課
    - 指導係
    - 護送係
    - 留置管理第一係
    - 留置管理第二係

  - 監察課
    - 監察係
    - 予防監察係
    - 運転管理係
    - 表彰係
    - 訟務係

  - 会計課
    - 企画・指導係
    - 用度係
    - 予算第一係
    - 予算第二係
    - 施設管理室
      - 施設企画係
      - 施設・管財係
      - 営繕係

    - 監査室
      - 監査係
      - 出納・遺失物係

  - 厚生課
    - 厚生係
    - 共済係
    - 健康管理室
      - 健康管理係

サイバー・情報管理局
    - 情報管理課
      - 企画・指導係
      - 文書管理係
      - 運用係
      - デジタル化推進室
        - 技術政策係
        - 技術調査・研究係
        - 開発係

      - 照会センター
        - 照会係

    - サイバー対策課
      - サイバー犯罪対策係
      - サイバー犯罪捜査第一係
      - サイバー犯罪捜査第二係
      - サイバー犯罪捜査第三係

- 生活安全部
  - 生活安全企画課
    - 庶務係
    - 企画・指導係
    - 犯罪抑止対策係
    - 許可等事務管理室
      - 指導・支援係
      - 営業係
      - 保安係

  - 人身安全・少年課
    - 企画・指導係
    - 行方不明・保護係
    - 虐待対策係
    - ストーカー・DV対策係
    - 子供・女性安全対策係
    - 少年企画係
    - 少年サポートセンター
      - 少年補導係
      - 少年相談係

  - 生活安全捜査課
    - 企画・指導係
    - 生活安全特別捜査第一係
    - 生活安全特別捜査第二係
    - 生活安全特別捜査第三係
    - 生活安全特別捜査第四係
    - 生活安全特別捜査第五係

  - 地域課
    - 庶務係
    - 企画係
    - 指導係
    - 職務質問指導係
    - 移動交番係

  - 通信指令課
    - 企画・指導係
    - 水上警察隊
      - 水上警察係

    - 通信指令室
      - 通信指令係

    - 自動車警ら隊
      - 企画・指導係
      - 本隊
      - 東讃分駐隊
      - 西讃分駐隊

    - 鉄道警察隊（JR四国本社別館内）
      - 鉄道警察係

- 刑事部
  - 刑事企画課
    - 庶務係
    - 企画係
    - 刑事指導第一係
    - 刑事指導第二係
    - 犯罪収益対策係
    - 国際捜査係
    - 通訳係

  - 情報分析捜査課
    - 情報分析係
    - 機動分析係
    - 情報解析係
    - 統計係

  - 捜査第一課
    - 総務係
    - 強行犯第一係
    - 強行犯第二係
    - 特殊犯係
    - 盗犯係
    - 盗犯特別捜査係
    - 性犯罪捜査係
    - 検視係
    - 機動捜査隊
      - 機動捜査第一係
      - 機動捜査第二係

  - 捜査第二課
    - 庶務係
    - 知能犯係
    - 告訴事件係
    - 知能犯特別捜査係
    - 指定情報管理係
    - 暴力団対策係
    - 組織犯罪特別捜査係
    - 薬物・銃器特別捜査係
    - 薬物・銃器対策係
    - 特殊詐欺特別捜査係

  - 鑑識課
    - 企画・指導係
    - 現場係
    - 機動鑑識係
    - 写真係
    - 指紋資料係
    - 現場指紋係
    - 足痕跡係

  - 科学捜査研究所
    - 鑑定指導係
    - 法医係
    - 化学係
    - 物理係
    - 人文係

- 交通部
  - 交通企画課
    - 庶務係
    - 企画係
    - 高齢者支援係
    - 安全係
    - 交通事故分析係

  - 交通指導課
    - 指導取締係
    - 特別取締係
    - 駐車対策係
    - 交通捜査係
    - 交通鑑識係
    - 交通反則通告センター
      - 通告審査係

  - 交通規制課
    - 規制企画係
    - 規制係
    - 交通管制センター
      - 管制係
      - 施設係

  - 運転免許課
    - 庶務係
    - 企画係
    - 教習所係
    - 行政処分係
    - 香川県運転免許センター
      - 試験・外国免許審査係
      - 適性相談係
      - 運転免許係
      - 講習係
      - 高齢運転者支援係

    - 東かがわ運転免許更新センター
      - 運転免許係

    - 小豆運用免許更新センター
      - 運転免許係

    - 善通寺運転免許更新センター
      - 運転免許係

  - 交通機動隊
    - 庶務係
    - 第一小隊
    - 第二小隊
    - 第三小隊
    - 事件係

  - 高速道路交通警察隊
    - 本隊
      - 庶務係
      - 企画・指導係

    - 坂出分駐隊（坂出IC内）
    - 善通寺分駐隊（善通寺IC内）
    - 津田東分駐隊（津田東IC内）

- 警備部
  - 公安課
    - 庶務係
    - 企画係
    - 情報第一係
    - 情報第二係
    - 情報第三係
    - 情報第四係
    - 事件係
    - サイバー攻撃対策係

  - 警備課
    - 警備実施係
    - 警備事件係
    - 警衛・警護係
    - 災害対策室
      - 災害対策係

    - 警察航空隊
      - 管理係
      - 飛行係
      - 整備係

  - 外事課
    - 外事係
    - 国際テロリズム対策係

  - 機動隊
    - 庶務係
    - 小隊
    - 特別救助班
    - 隊付係

- 警察学校
  - 庶務係
  - 教務第一係
  - 教務第二係
  - 指導第一係
  - 指導第二係
  - 指導第三係

## 警察署
県内の警察署数は12。※警察車両のナンバー地名は高松市以外が「香川」、高松市は「高松」（ご当地ナンバー）である。
| ※    | 地域 | 警察署名称     | 所在地               | 管轄区域                           |
| ---- | ---- | -------------- | -------------------- | ---------------------------------- |
| 香川 | 東讃 | 東かがわ警察署 | 東かがわ市三本松     | 東かがわ市                         |
| 香川 | 東讃 | さぬき警察署   | さぬき市志度         | さぬき市                           |
| 香川 | 東讃 | 高松東警察署   | 木田郡三木町大字平木 | 木田郡三木町                       |
| 高松 | 東讃 | 高松東警察署   | 木田郡三木町大字平木 | 高松市東部                         |
| 香川 | 東讃 | 小豆警察署     | 小豆郡小豆島町苗羽甲 | 小豆郡小豆島町・土庄町             |
| 高松 | 東讃 | 高松北警察署   | 高松市西内町         | 高松市北部                         |
| 香川 | 東讃 | 高松北警察署   | 高松市西内町         | 香川郡直島町                       |
| 高松 | 東讃 | 高松南警察署   | 高松市多肥上町       | 高松市南部                         |
| 香川 | 西讃 | 坂出警察署     | 坂出市江尻町         | 坂出市、綾歌郡宇多津町             |
| 香川 | 西讃 | 高松西警察署   | 綾歌郡綾川町滝宮     | 綾歌郡綾川町                       |
| 高松 | 西讃 | 高松西警察署   | 綾歌郡綾川町滝宮     | 高松市西部                         |
| 香川 | 西讃 | 丸亀警察署     | 丸亀市大手町         | 丸亀市、仲多度郡多度津町、善通寺市 |
| 香川 | 西讃 | 琴平警察署     | 仲多度郡琴平町五条   | 仲多度郡琴平町・まんのう町         |
| 香川 | 西讃 | 三豊警察署     | 三豊市高瀬町下勝間   | 三豊市                             |
| 香川 | 西讃 | 観音寺警察署   | 観音寺市昭和町       | 観音寺市                           |

### 警察署の再編
2002年（平成14年）に策定された警察署再編計画では、長尾・多度津・土庄の3署を近隣署と統合して、16署体制から13署体制に再編することとされた。
- 2003年（平成15年）4月1日
  - 大内警察署が「東かがわ警察署」に改称。
  - 志度警察署が長尾警察署と統合して「さぬき警察署」に改称。
- 2004年（平成16年）4月1日
  - 多度津警察署が丸亀警察署と統合。
  - 内海警察署が土庄警察署と統合して「小豆警察署」に改称。

2005年（平成17年）に発表された警察署の管轄区域の見直し案では、市町合併の進展に合わせて、丸亀・坂出・綾南の3署と、観音寺・高瀬の2署の管轄区域を変更することとされた。
- 2006年（平成18年）4月1日
  - 綾南警察署が「高松西警察署」に改称。
  - 旧国分寺町が坂出警察署から高松西警察署に移管。
  - 旧綾歌町が高松西警察署から丸亀警察署に移管。
  - 旧飯山町が坂出警察署から丸亀警察署に移管。
- 2007年（平成19年）4月1日
  - 高瀬警察署が「三豊警察署」に改称。
  - 旧山本町・豊中町・仁尾町・財田町が観音寺警察署から三豊警察署に移管。
- 2009年（平成21年）4月1日
  - 旧牟礼町・庵治町がさぬき警察署から高松北警察署に移管。
- 2015年（平成27年）4月1日
  - 善通寺警察署が廃止され、善通寺市は丸亀警察署に移管。

## 歴代警察本部長
| 氏名       | 在任期間                       | 前職                                                                               | 後職                                                           |
| ---------- | ------------------------------ | ---------------------------------------------------------------------------------- | -------------------------------------------------------------- |
| 玉井篤雄   | 1997年8月25日 - 1999年2月5日   | 警察大学校警務教養部長兼教授                                                       | 関東管区警察学校長                                             |
| 吉田英法   | 1999年2月5日 - 2001年1月18日   | 警察庁交通局付                                                                     | 警察庁生活安全局生活環境課長                                   |
| 植松信一   | 2001年1月18日 - 2003年8月5日   | 警察庁長官官房付                                                                   | 警察庁警備局警備企画課長                                       |
| 岩瀬充明   | 2003年8月5日 - 2004年8月20日   | 防衛庁情報本部電波部長→警察庁長官官房付                                            | 警察庁長官官房総務課長                                         |
| 沖田芳樹   | 2004年8月20日 - 2006年8月8日   | 警察庁長官官房国家公安委員会会務官                                                 | 警察庁長官官房付                                               |
| 山田尚義   | 2006年8月8日 - 2008年8月28日   | 中小企業庁経営支援課長→警察庁長官官房付                                            | 警察庁長官官房付                                               |
| 永井達也   | 2008年8月28日 - 2009年8月10日  | 警察庁刑事局組織犯罪対策部犯罪収益移転防止管理官                                   | 警察庁警備局外事情報部付→警察庁警備局外事情報部外事課長        |
| 小島隆雄   | 2009年8月10日 - 2011年10月27日 | 内閣府政策統括官（共生社会政策担当）付参事官→警察庁長官官房付                      | 警察庁長官官房給与厚生課長                                     |
| 藤本隆史   | 2011年10月28日 - 2013年2月12日 | 警察庁生活安全局地域課長                                                           | 警察庁長官官房付 →警察庁長官官房国家公安委員会会務官           |
| 筋伊知朗   | 2013年2月12日 - 2014年8月8日   | 内閣官房内閣情報調査室内閣衛星情報センター 管理部運用情報管理課長→警察庁長官官房付 | 警察庁警備局付 →警察庁警備局警備企画課長                       |
| 木下慎哉   | 2014年8月8日 - 2016年8月10日   | 国土交通省大臣官房付→警察庁長官官房付                                              | 警察庁長官官房付→国土地理院総務部長                            |
| 千野啓太郎 | 2016年8月10日 - 2018年1月14日  | 関東管区警察局総務監察部長                                                         | 警察庁長官官房付→総務省大臣官房付→地方公務員共済組合連合会監事 |
| 河合信之   | 2018年1月14日 - 2019年3月14日  | 中部管区警察局総務監察・広域調整部長                                               | 近畿管区警察局総務監察部長兼近畿管区警察学校長                 |
| 岡部正勝   | 2019年3月15日 - 2020年8月5日   | 関東管区警察学校長                                                                 | 大阪府警察本部副本部長                                         |
| 那須修     | 2020年8月6日 - 2021年9月12日   | 警察庁長官官房付                                                                   | 関東管区警察学校長                                             |
| 今井宗雄   | 2021年9月13日 - 2023年3月24日  | 警察庁長官官房参事官（東京オリンピック・パラリンピック警備対策担当）               | 警察庁交通局運転免許課長                                       |
| 吉田和彦   | 2023年3月24日 - 2024年3月29日  | 警察庁交通局交通規制課交通管制技術室長                                             | 警察大学校サイバーセキュリティ対策研究・研修センター所長       |
| 岡本慎一郎 | 2024年3月29日 - 2025年8月1日   | 警察庁長官官房参事官兼警備局付                                                     | 皇宮警察本部副本部長                                           |
| 小林雅彦   | 2025年8月1日 -                 | 原子力規制委員会原子力規制庁長官官房参事官                                         |                                                                |

## 主な捜査事案
- 財田川事件
- 坂出3人殺害事件
- 尼崎事件
- 小豆島元旅館保険金目的放火事件

| 名称                         | 発生日                     | 発生場所                       | 所轄署                 | 備考                                                                   |
| ---------------------------- | -------------------------- | ------------------------------ | ---------------------- | ---------------------------------------------------------------------- |
| 琴南町殺人死体遺棄事件       | 1997年（平成9年）3月15日   | 仲多度郡琴南町（現まんのう町） | 琴平・高瀬（現三豊）署 |                                                                        |
| 坂出女性社長殺人事件         | 1997年（平成9年）12月25日  | 坂出市加茂町                   | 坂出署                 |                                                                        |
| 坂出送電塔倒壊事件           | 1998年（平成10年）2月20日  | 坂出市坂出町                   | 坂出署                 | 公訴時効成立                                                           |
| 五色台電波塔倒壊未遂事件     | 2003年（平成15年）5月14日  | 高松市中山町                   | 高松北署               | 公訴時効成立                                                           |
| 東かがわ市女性殺人事件       | 2005年（平成17年）3月25日  | 東かがわ市三本松               | 東かがわ署             |                                                                        |
| 観音寺市死亡ひき逃げ交通事故 | 2006年（平成18年）7月2日   | 観音寺市室本町                 | 観音寺署               | 危険運転致死傷罪で捜査中。 公訴時効が存在する 未解決事件では現在最古。 |
| 土庄町死亡ひき逃げ交通事故   | 2009年（平成21年）12月25日 | 小豆郡土庄町淵崎               | 小豆署                 | 危険運転致死傷罪で捜査中                                               |
| 高松市強盗致傷事件           | 2014年（平成26年）1月24日  | 高松市国分寺町                 | 高松西署               | 被疑者は強盗致傷容疑で指名手配中                                       |

## その他
交番・駐在所には一般回線につながっている電話があり、電話帳にも載っている。マスコットキャラクターは「ヨイチ」。那須与一の屋島の戦いでの故事である「扇の的と弓流し」に由来しており、弓矢を引く姿が標準とされている。その矢の先は「さすまた」である。

## 不祥事
- 2011年8月 - 交通部の男性巡査部長（50歳）が、8月、入院先の岡山県内の病院で病室に入った女性看護師の下半身をカメラ機能付き携帯電話を差し入れて動画にて盗撮。気付いた看護師が岡山県警察に被害届を提出。連絡を受けた香川県警が巡査部長に事情を聴いたところ、盗撮行為を認めたため、10月7日付で減給3ヵ月の懲戒処分とした。巡査部長は同日付で依願退職[7]。
- 2018年3月 - 香川県警の男性巡査部長が不倫相手の女性のことをもっと知りたいと考え、警察官の立場を利用して外部機関に情報を提供させた。3月に訓戒の懲戒処分[8]。
- 高松西警察署の40歳代の男性警部補が、2018年7月に自分の息子が交際していた女性に対し暴力を用いた上にスマートフォンを盗んだことを知ったが、息子を庇うため、証拠品のスマートフォンを隠匿した上、女性に対し被害届を出さないよう働き掛けた。2019年に入ってから被害者女性より県警に相談があり、県警が捜査。当該の警部補は証拠隠滅と強要未遂の容疑で書類送検され、罰金30万円の略式命令を受けた。県警は2019年5月に警部補を減給3ヵ月の懲戒処分とし、警部補は依願退職したが、県警はこの事実を8月に報道されるまで公表していなかった[9]。
- 2018年8月 - 香川県警の男性警部補が県警のパソコンを使って、関心のある女性の情報を調べた。8月に訓戒の懲戒処分[8]。
- 丸亀警察署生活安全課の40歳代の男性警部補が、2019年6月に丸亀市内のリサイクル店を勤務時間外に訪れた際、自分が持ち込んだ陶器の皿が割れているのを巡って女性店員とトラブルになり、その際、「自分は丸亀署の生安の担当だ」と、古物商への立入権限があることを明かした上で「何なら今度立ち入りしようか」と発言。県警はこの店から刑事告訴を受けて捜査した結果、店に居座って業務を妨害し、女性店員を脅して体調不良にさせたとして、8月9日にこの警部補を威力業務妨害・傷害・脅迫などの容疑で書類送検した[10]。
- 2020年2月5日 - 香川県警察本部の男性警部（50代）が午後7時30分から翌6日午前1時半までの休憩時間中に親族の家に行き、飲酒。その後、休憩終了の時刻から1時間ほど遅れて職場に戻ったが酩酊状態で仕事ができず、横になっていた。幹部職員でもあったため、県警は辞職を促したが男性警部は受け入れなかった。停職3ヵ月の懲戒処分[11]。
- 2020年3月18日 - 高松東警察署の女性署員が印刷した被疑者名や事件内容が印刷された統計資料が別の署員が印刷した警察官募集のチラシに紛れ、新聞の折り込みチラシとして一般家庭に配布された。市民からの指摘を受け発覚したもので、流失した内部資料は2枚。そのうち1枚は回収できていない[12]。